# EA Sports FC 24
EA Sports FC 24 ist ein 2023 erschienenes Fußballsimulationsspiel, das von EA Vancouver und EA Romania entwickelt und von Electronic Arts veröffentlicht wurde. Es ist der Nachfolger zu FIFA 23 und – nach der Beendigung des Lizenzabkommens zwischen EA und dem Weltfußballverband FIFA – das erste Spiel unter dem Titel EA Sports FC. Es wurde weltweit am 29. September 2023 für Nintendo Switch, PlayStation 4, PlayStation 5, Windows, Xbox One und Xbox Series X/S veröffentlicht.

## Cover
Das Cover der Standard Edition des Spiels zeigt Manchester-City-Stürmer Erling Haaland. Das Cover der Ultimate Edition des Spiels zeigt 31 ikonische ehemalige und aktuelle Spieler aus aller Welt, darunter Rudi Völler, Vinícius Júnior, Sam Kerr, Marta, Ronaldinho, Marquinhos, Virgil van Dijk, Son Heung-min, Erling Haaland, Marcus Rashford, Johan Cruyff, Jude Bellingham, Alexander Isak, Zinédine Zidane, Pelé, Andrea Pirlo und David Beckham.

## Lizenzen
Am 10. Mai 2022 gaben EA Sports und die FIFA bekannt, dass die seit 1993 bestehende Lizenzierung der FIFA-Reihe am 31. Dezember 2022 ausläuft, nachdem sie bereits um ein Jahr verlängert worden war, um die Veröffentlichung von FIFA 23 zu ermöglichen. Am selben Tag gab EA bekannt, dass seine Fußball-Videospielserie ab 2023 unter dem Titel EA Sports FC erscheinen werde. Unbetroffen von der Namenslizenz des Weltfußballverbands besitzt das Spiel weiterhin die Lizenzen für mehr als 19.000 Spieler, 700 Mannschaften, 100 Stadien und über 30 Ligen. Im Vergleich zum Vorgänger neu hinzugekommen sind die Lizenzen der spanischen Liga F und der deutschen Frauen-Bundesliga. EA Sports FC 24 ist auch das erste Spiel der Franchise, das die Lizenz für den Ballon d’Or enthält.
Die FIFA hingegen plant laut FIFA-Präsident Gianni Infantino eine Partnerschaft mit einer anderen Videospielfirma, um „das einzige echte, authentische Spiel, das den Namen FIFA trägt“ zu entwickeln.

## Rezeption
Nach einer Anpassung der Altersfreigabekriterien der USK erhielt EA Sports FC 24 in Deutschland, anders als seine FIFA-Vorgänger, keine uneingeschränkte Freigabe („ab 0 Jahre“) mehr, sondern wurde „ab 12 Jahren“ empfohlen. Ausschlaggebend waren Interaktionsrisiken („Chat“) und die Kaufinhalte des Ultimate-Team-Spielmodus („Handlungsdruck“, „In-Game-Käufe und zufällige Objekte“). Die neuen Freigabekriterien waren das Ergebnis einer bereits länger schwelenden Debatte um Zufallskäufe, in deren Mittelpunkt seit längerem auch die FIFA-Reihe mit Ultimate Team standen.